# Gatunek wskaźnikowy

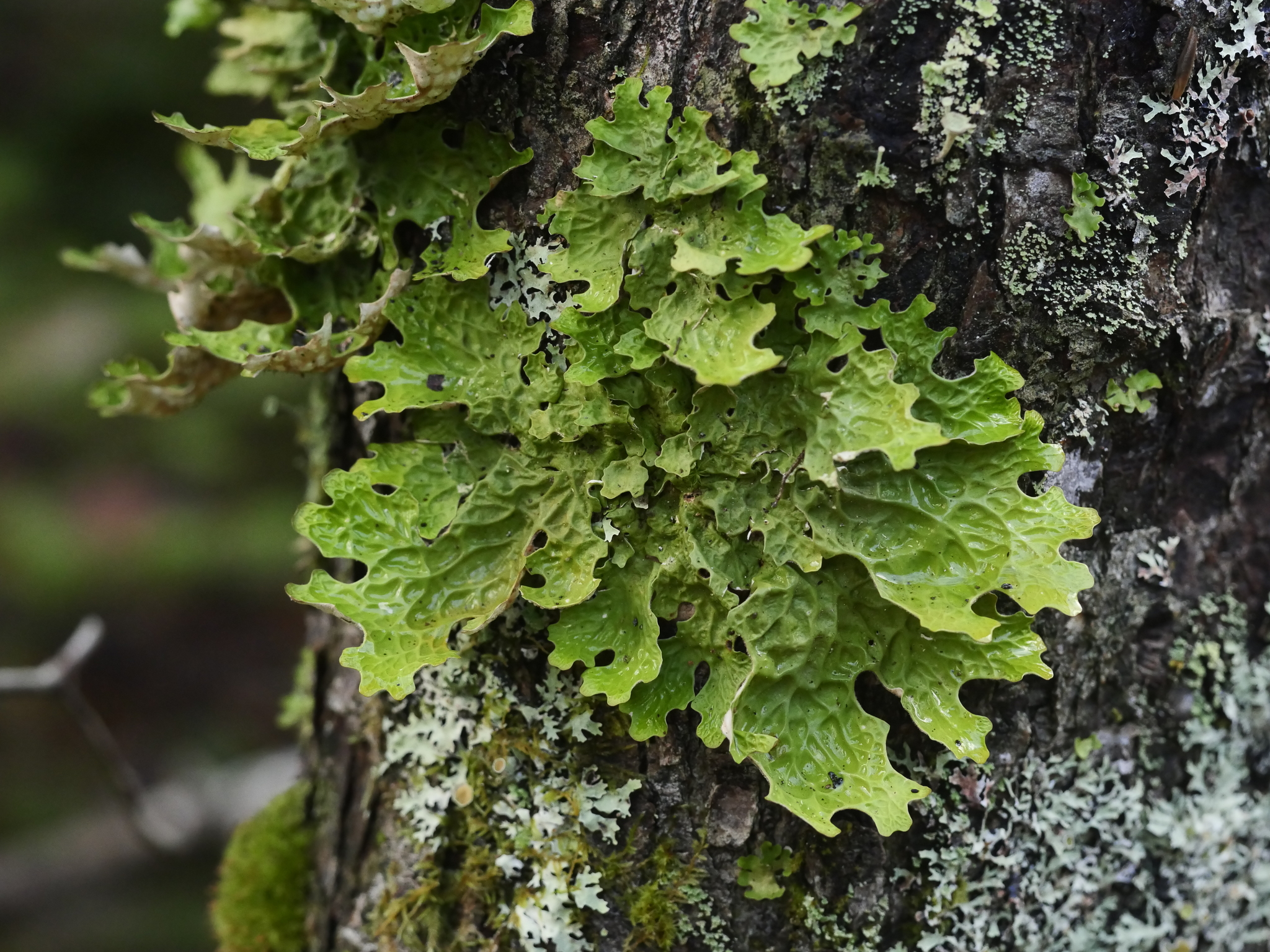
Granicznik płucnik – porost bardzo wrażliwy na zanieczyszczenia powietrza

Gatunek wskaźnikowy, bioindykator – gatunek o wąskim zakresie tolerancji (stenobiont) względem jednego lub kilku czynników ograniczających (głównie zanieczyszczenia). Wykorzystuje się je np. do oznaczania stopnia zanieczyszczenia powietrza (głównie porosty – skala porostowa), stopnia zanieczyszczenia wody (wybrane gatunki ryb, i larwy niektórych owadów), zawartości różnych substancji w glebie (rośliny wskaźnikowe) i innych. Większość z nich znajduje się pod ochroną prawną. Metoda oceny zanieczyszczenia na podstawie występowania bioindykatorów to bioindykacja.
Dobry bioindykator powinien wykazywać następujące cechy:
- ściśle określone występowanie (walencja ekologiczna);
- wysoka specjalizacja;
- długi cykl życiowy;
- szeroki zasięg geograficzny (z uwagi na możliwość uniwersalnego wykorzystania w wielu krajach);
- duża liczebność występowania (umożliwia łatwe odnalezienie gatunku w środowisku, co ogranicza nakład pracy i koszty);
- łatwość oznaczania (tylko gatunki, które można łatwo rozpoznać i zidentyfikować nadają się na wskaźniki).